# 茨城百景
茨城百景（いばらきひゃっけい）とは、茨城県観光審議会が選定した100の景勝地。
1950年（昭和25年）5月10日付の茨城県告示第211号で告示された。

## 百景の一覧
時代の移り変わりにより形状が変更したり、存在しないものもあるが、変更するとの告示はなされていない。
制定された茨城百景は以下の通り。

### 県央

#### 水戸市
- 偕楽園 - 常磐神社、千波湖、桜川、桜山、神崎寺、会沢伯民の墓を含む
- 弘道館と水戸城址
- 保和苑と藤田東湖の墓 - 二十三夜尊、水戸志士の墓を含む
- 吉田神社の見晴台 - 朝日山、薬王院、笠原水源地、吉田古墳、常照寺を含む
- 愛宕山とさらし井 - 愛宕神社、袴塚古墳、姫塚を含む
- 白幡山八幡宮 - 御葉附公孫樹、那珂川鮭留漁場を含む

#### 東茨城郡
- 大洗と磯浜海水浴場（現：大洗町） - 大洗海岸、大洗神社、子の日が原、山村暮鳥の詩碑、常陽明治記念館、磐船山願入寺、岩船の夕照、鏡塚車塚の古墳を含む
- 大貫海岸（現：大洗町） - 大貫海水浴場、前原山の松林を含む
- 涸沼（現：茨城町） - 涸沼川、広浦秋月、涸沼の簀巻、弁天の鼻、親沢の鼻、松川居城址、石崎城址、芝崎神社、東永寺の横穴、常光寺、天王崎城址、楠公神社、大戸の桜を含む

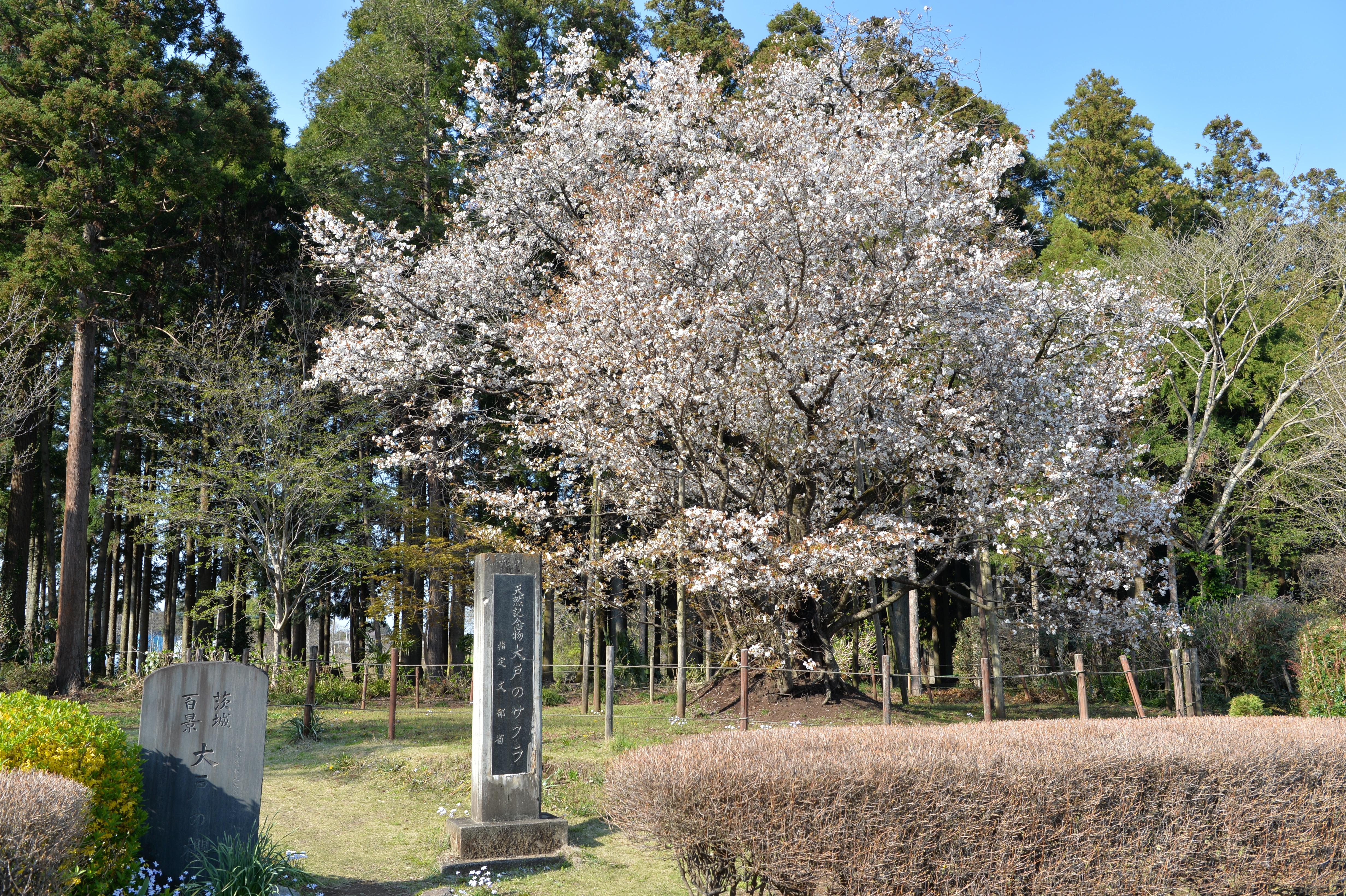
茨城百景「大戸の櫻」の碑（画像左下）

- 六反田六地蔵尊（現：水戸市） - 仏性寺を含む
- 水戸城西ハイキングコース（現：水戸市） - 大塚沖、中根寺、妙徳寺、常陸湯、有賀神社、河和田城址、道場ケ池、天徳寺、武田耕雲斎の墓を含む
- 石塚薬師と那珂西城址（現：城里町） - 宝憧院を含む
- 御前山（現：常陸大宮市） - 那珂川大橋、白山、龍谷寺、八幡塚を含む
- 小松寺（現：城里町）

#### 西茨城郡
- 笠間稲荷と佐白山（現：笠間市） - 佐志能神社、佐白観音、笠間城址、大石内蔵之助邸址、萩の井を含む
- 笠間附近国宝社寺巡り（現：笠間市） - 楞厳寺、弥勒寺、大日堂、仏頂山、岩谷寺、稲田神社を含む
- 稲田御房西念寺（現：笠間市） - 板敷山大覚寺、石切山脈を含む
- 吾国山愛宕山ハイキングコース（現：笠間市） - 難台山、難台城址を含む
- 謡曲桜川の桜と富谷観音（現：桜川市） - 磯部神社、月山寺を含む

### 県北

#### 日立市
- 日立の大煙突[2] - 日立鉱山を含む
- 助川城址と海と山の公園巡り - 大平山、神峯公園、海浜公園を含む
- 高鈴山ハイキングコース - 神峯山、高鈴山、御岩山、御岩神社、玉簾の滝を含む

#### 多賀郡
- 平潟港（現：北茨城市） - 八幡神社の眺望、外浜、長浜を含む
- 五浦（現：北茨城市） - 岡倉天心の遺蹟、唐帰山、長松寺、大津漁港を含む
- 磯原海岸（現：北茨城市） - 二つ岩、天妃山、磯原海水浴場、松原と浜街道の松並木を含む
- 大北溪（現：高萩市）
- 花貫溪（現：高萩市）
- 川尻海岸（現：日立市） - 川尻海水浴場、小貝浜、養蚕神社を含む
- 花園山と浄蓮寺（現：北茨城市） - 奥の院七滝、花園神社、栄蔵堂、亀ケ城、大岩山、石楠花の花の群落、小里牧場を含む
- 河原子海水浴場と水木浜（現：日立市） - 烏帽子岩、泉ケ森、諏訪の梅林と水穴風穴、鮎川渓、鮎川焼石湯を含む
- 高萩高戸浜（現：高萩市） - いぶき樹叢、安良川の爺スギ、龍子城址を含む
- 堅割山（現：日立市・高萩市） - 黒前神社を含む

#### 久慈郡
- 奥久慈溪谷（現：大子町） - 見落し嵯峨草橋、近津神社、常陸嵐山、尾抜の急流、七曲川、鰐ケ淵、三峯山、久慈川の鮎を含む
- 八溝山（現：大子町）
- 如信上人の墓（大子町） - 依上古城址、御神楽石、下金沢八景を含む
- 大子の史蹟（現：大子町） - 十二所神社、御館山、文武館址、大子城址、鏡山城址、久慈川の燈籠流しを含む
- 袋田温泉と四度滝（現：大子町） - 生瀬滝、月居山、月居観音、四度岳を含む
- 男体山と湯沢温泉（現：大子町） - 長福山、長福百観音、長福寺、古分屋敷、千貫山、判官塚、弘法塚、湯沢溪流を含む
- 龍神峡と安寺持方（現：大子町） - 龍井城址、亀ケ淵鉱泉、龍ケ淵、龍ケ馬場、武生神社、白木山、籠岩山を含む
- 天龍院と里川溪流（現：常陸太田市）
- 西山荘と瑞龍山（現：常陸太田市） - 久昌寺、義公廟、眉美千石見晴、雪村の遺蹟、佐竹寺と佐竹城址、正宗寺、瑞龍山、国見山を含む
- 西金砂山（現：常陸太田市） - 西金砂神社を含む
- 梵天山古墳群と枕石寺（現：常陸太田市） - 高山塚古墳群、百穴を含む
- 久慈浜海岸（現：日立市） - 久慈浜海水浴場、甕の原、久慈川川口の釣場を含む
- 真弓山と寒水石（現：日立市） - 真弓神社を含む

#### 那珂郡
- 村松の虚空蔵尊（現：東海村） - 村松の晴嵐、皇太神宮を含む
- 阿字ヶ浦（現：ひたちなか市） - 比観亭址、酒列磯前神社、阿字ヶ浦海水浴場を含む
- 平磯海水浴場（現：ひたちなか市） - 観濤所、三つ塚古墳を含む
- 那珂湊海水浴場（現：ひたちなか市） - 水門帰帆、姥の懐、湊公園を含む
- 勝田菅谷の古蹟巡り（現：ひたちなか市・那珂市） - 中根十五郎穴、長者ケ谷津、百色山、鹿島神社・大助祭と宮の池を含む
- 静神社と小場江堰の眺望（現：那珂市） - 高の倉城址を含む
- 瓜連城址と常福寺（現：那珂市） - 大宮桜本公園を含む
- 鷲子山と三浦杉（常陸大宮市） - 諏訪神社を含む

### 県南

#### 土浦市
- 霞ヶ浦と土浦港
- 桜川堤と亀城公園 - 桜川堤の桜、土浦城址を含む
- 土浦国宝巡りと紅葉丘公園 - 等覚寺の梵鐘、磐若寺の梵鐘、常福寺の薬師如来、浜街道の松並木を含む

#### 稲敷郡
- 釣の十六島と横利根の閘門（現：稲敷市） - 水神、上ノ島、役前、ごぜ沼、ばなな川、石納、大重橋等の釣場を含む
- 新利根川の釣場（現：稲敷市） - 幸田、荒地、下根本、浄玄橋、八子川、むじな塚、金江津、柴崎の堰、古河、堂前橋、脇川、十指川を含む
- 夢の浮橋（現：稲敷市） - 聖跡、館姫、藤原教長配所地、姫宮神宮、和田入江、雷棒を含む
- 古渡の潮畔（現：稲敷市） - 堂崎、上馬渡潮岸、興禅寺、熊野神社を含む
- 阿波の大杉神社（現：稲敷市） - 奥山、神宮城址、十三塚を含む
- 江戸崎の景観（現：稲敷市） - 江崎山、羅漢山、浜の河岸、高田洲崎、曳舟、医王山、吹上、小野川を含む稲敷市江戸崎に所在する「江戸崎の景観」の碑

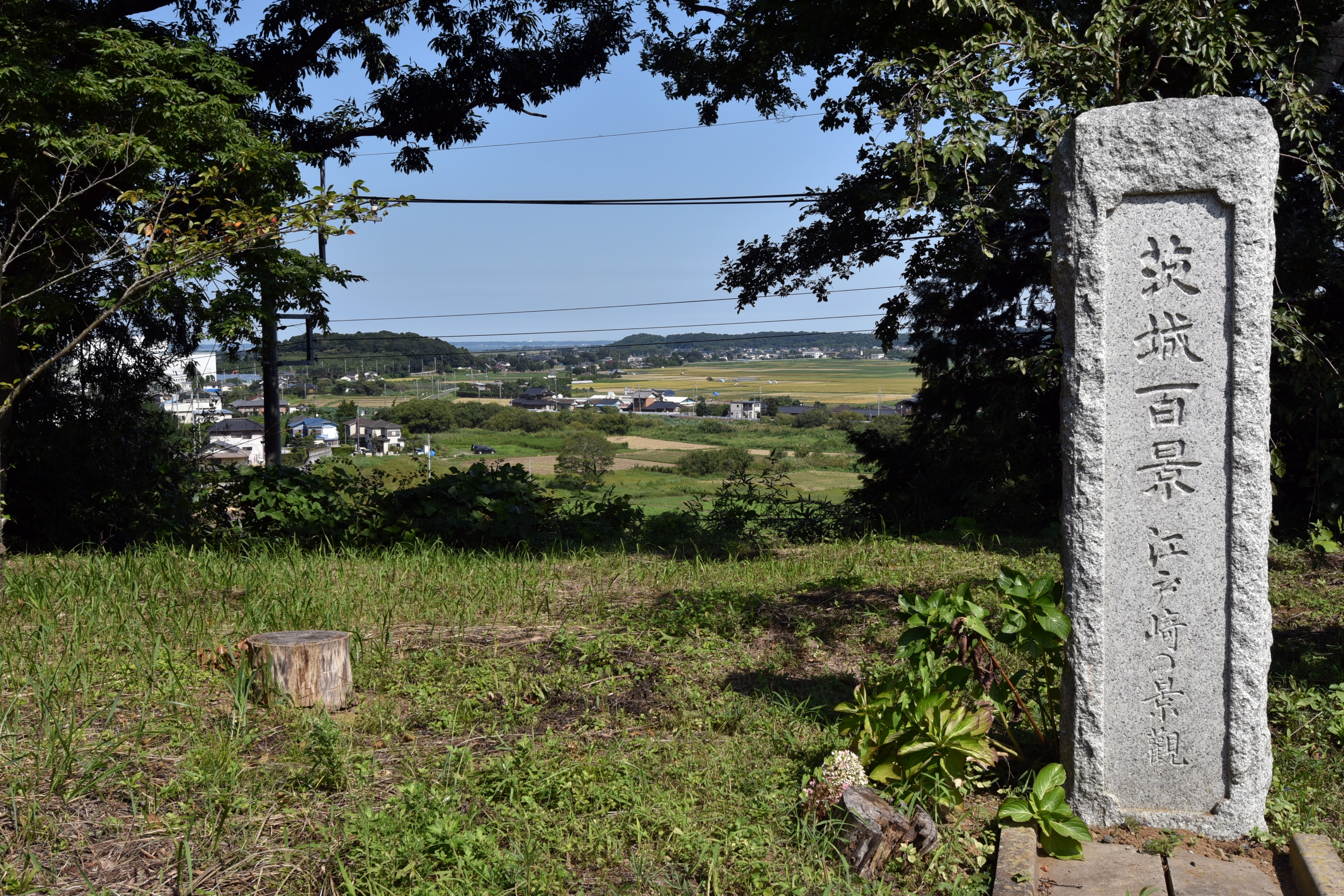
稲敷市江戸崎に所在する「江戸崎の景観」の碑

- 水の里安中（現：稲敷郡美浦村） - 丈六薬師、陸平の貝塚、馬掛一斗落、馬掛不動尊、不動浦、大山弁天の鼻、弁天山を含む
- 龍ケ崎観音（現：龍ケ崎市） - 龍泉寺、龍ケ峯、古城址を含む
- 牛久沼（現：牛久市） - 泊崎、大師堂、岡見城址、小川芋銭の遺蹟、釣場、猟場金龍寺を含む

#### 新治郡
- 高浜の釣場（現：石岡市） - 舟塚山古墳、筑波の遠望を含む
- 閉居山と石岡史蹟巡り（現：石岡市・かすみがうら市） - 国分寺、国分尼寺址、府中城址、恋瀬川、総社神社、龍神山、平国香の墓、五輪堂、大師堂、都々逸坊扇歌の墓、浜街道の松並木を含む
- 峰寺山（現：石岡市）
- 山ノ荘（現：土浦市） - 清滝観音堂、東城寺、向上庵、御経塚、駒ケ滝、日枝神社を含む
- 歩崎の眺望（現：かすみがうら市） - 歩崎観音を含む

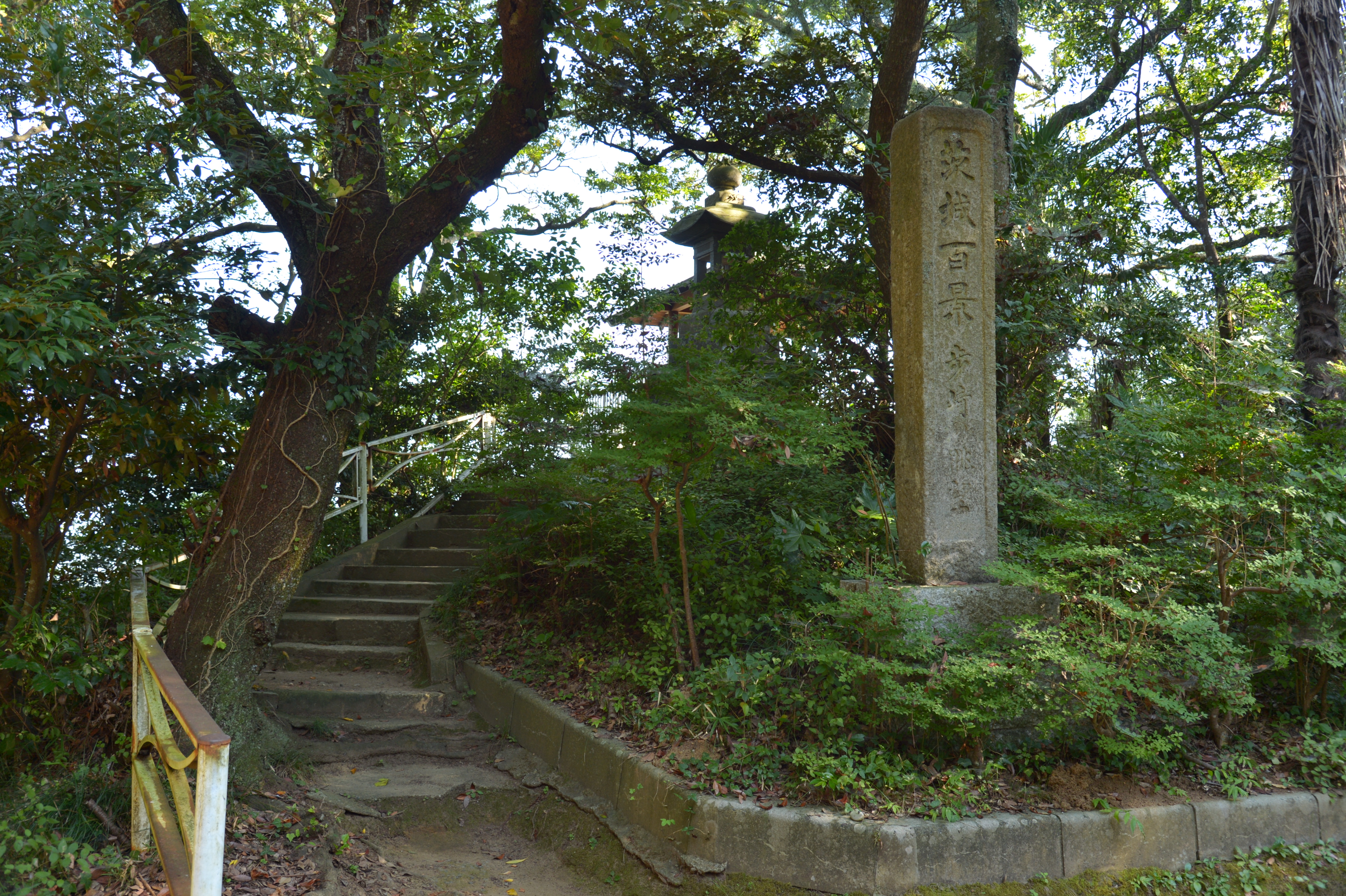
歩崎観音展望台にある茨城百景「歩崎の眺望」の碑

#### 筑波郡
- 北条泉の筑波山（現：つくば市） - 男体山、女体山、白滝、大御堂、筑波神社、紫尾薬師を含む
- 観音と小田城址[3]（現：つくば市） - 城山遊園地、東大池、蚕影山神社、一の矢の天王を含む

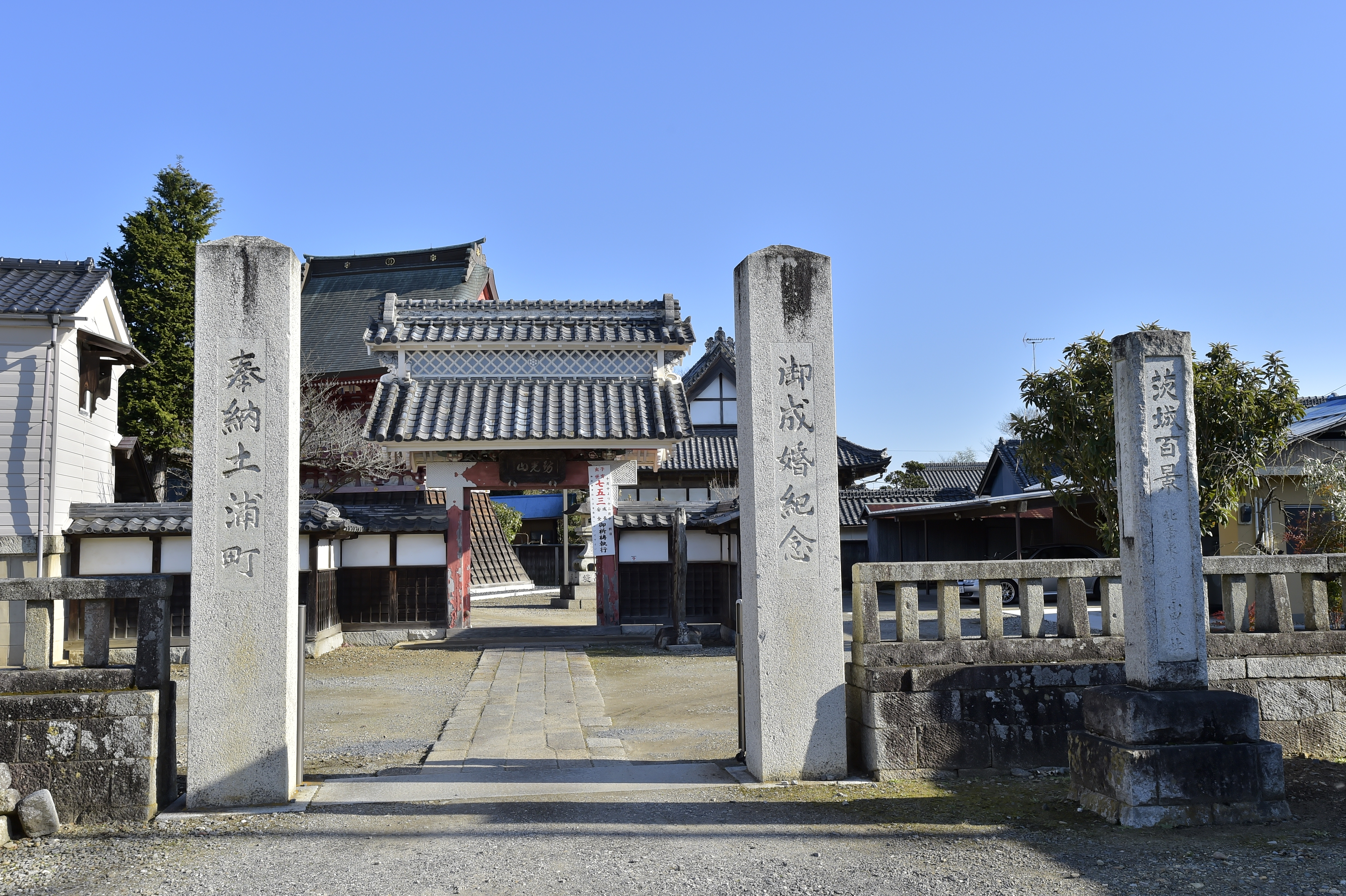
慶龍寺にある茨城百景「北条泉の観音と小田城址」の碑

- 板橋不動尊（現：つくばみらい市）と金村別雷神社（つくば市） - 福岡堰を含む

#### 北相馬郡
- 大利根の展望（現：取手市・利根町） - 大利根橋、小文間大六天、小文間城址、戸田井橋、布川栄橋、徳満寺、来見寺を含む
- 長禅寺（現：取手市） - 本多作左衛門の墓を含む
- 岡堰（現：取手市） - 三仏堂、寺田観音、水神の社、間宮林蔵の墓を含む
- 守谷城址（守谷市） - 平将門の遺蹟、一茶の遺跡、板戸井清滝山の景勝を含む

### 県西

#### 真壁郡
- 伝正寺と加波足尾（現：桜川市） - 真壁城址、加波山神社を含む
- 雨引観音（現：桜川市） - 雨引山を含む
- 大宝八幡（現：下妻市） - 大宝城址、関城址、黒子千妙寺、梶内観音を含む
- 砂沼（現：下妻市） - 下妻城址、光明寺、千勝神社、四体仏を含む
- 中館観音と下館近郊（現：筑西市） - 伊佐城址、中館八幡、延命観音、小栗のハイキングを含む

#### 結城郡
- 水海道近郊名所巡り（現：常総市） - 豊水橋、八間堀の桜、弘経寺、報恩寺、累の墓、元三大師、大塚戸の一言主明神、大生郷の天満宮、大生郷の釣場、猟場、長塚節の遺蹟を含む
- 結城史蹟と名崎の送信所[4]（現：結城市・古河市） - 五十塚、山田送信所、山川不動尊、結城城址、称名寺を含む

#### 猿島郡
- 岩井のハイキングコース（現：坂東市） - 平将門の遺蹟、島の薬剤、馬洗、国王神社、七郷釣場、弓馬田城址、ポツクリ不動、中山茶顛の遺蹟を含む
- 境の景勝（現：境町） - 境の桜堤、丸山公園、閘門、釣場、東昌寺を含む
- 古河連景（現：古河市） - 雀神社・提灯祭、三国橋、熊沢蕃山の墓（鮭延寺）、古河公方の遺蹟、渡良瀬川遊水地、新郷の松並木を含む

### 鹿行

#### 鹿島郡
- 鹿島神宮景勝地（現：鹿嶋市） - 神宮橋、根本寺、広望館、神宮原始林、鎌足神社、息栖神社、下津平井海岸を含む
- 利根河口（現：神栖市）
- 鹿島砂丘と神の池（現：鹿嶋市・神栖市） - 軽野サンドスキーを含む
- 無量寿寺（現：鉾田市）

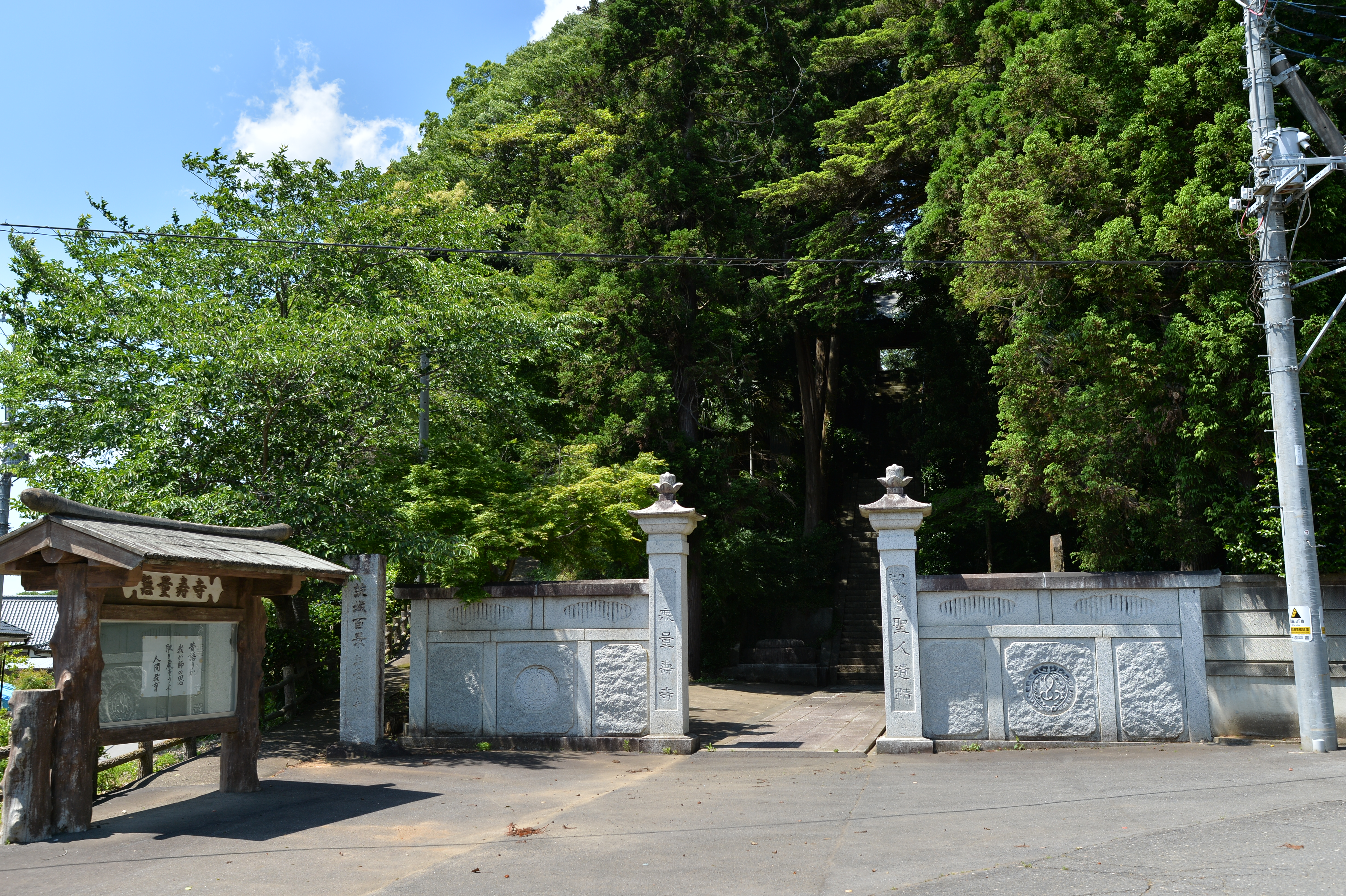
無量寿寺の参道入口の左側に茨城百景の碑がある。

- 北浦の景観と水郷鉾田（現：鉾田市） - 烟田城址を含む

#### 行方郡
- 水郷潮来（現：潮来市） - 長勝寺、陣屋跡、稲荷山、硯宮、十二橋、浪逆浦、竹内栖鳳の碑、愛染院を含む
- 水郷麻生（現：行方市） - 天王崎、霞ケ岡、養神台を含む
- 桃浦（現：行方市） - 桃浦遊園地、箱根の見晴を含む

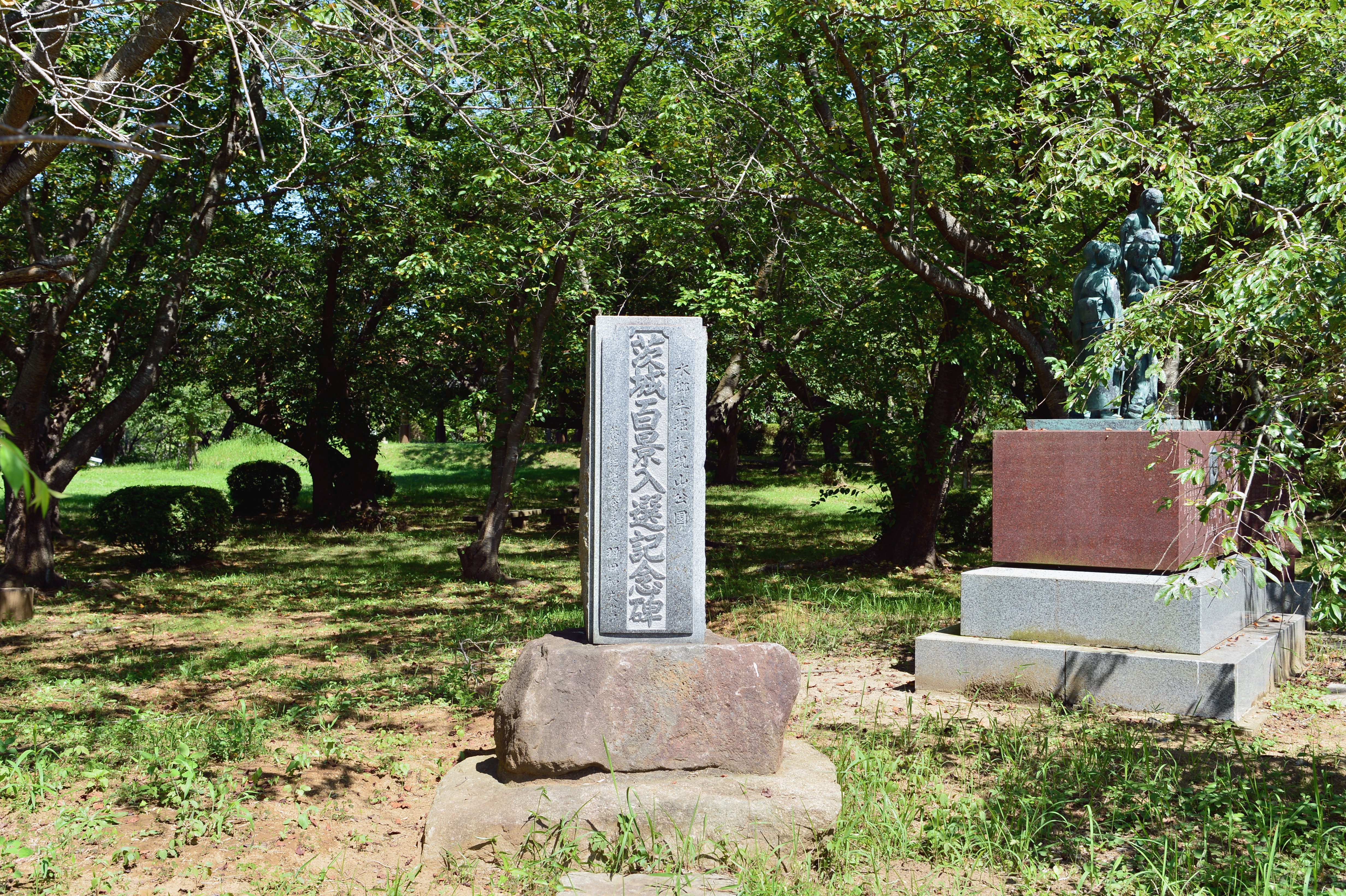
権現山公園（潮来市牛堀）の茨城百景入選記念碑。晴天日の展望台から霞ヶ浦、筑波山、富士山を一望することもできる。

- 西蓮寺（現：行方市）
- 水郷牛堀（現：潮来市）

- 高須崎の一本松（現：行方市）
- 観音馬場（現：行方市） - 観音寺を含む
- 化蘇沼稲荷（現：行方市）